# Tarján
Pour les articles homonymes, voir Tarjan.
Tarján est un village et une commune du comitat de Komárom-Esztergom en Hongrie. Il se situe à 9 kilomètres au nord-est de Tatabánya, le long de la route 1119 reliant Tát au chef-lieu du comitat, au cœur des collines du Gerecse.